# أرزية بوتانينية
الأرزية البوتانينية نوع شجري يتبع جنس الأرزية من الفصيلة الصنوبرية.

## البيئة والانتشار
موطنه جبال جنوب غرب الصين ونيبال.